# Lautakoski
Lautakoski är en by i Pajala kommun i norra Tornedalen i Norrbotten.
Lautakoski ligger vid Tärendö älv. Närmaste småorterna är Saittarova och Junosuando.